# Omurice

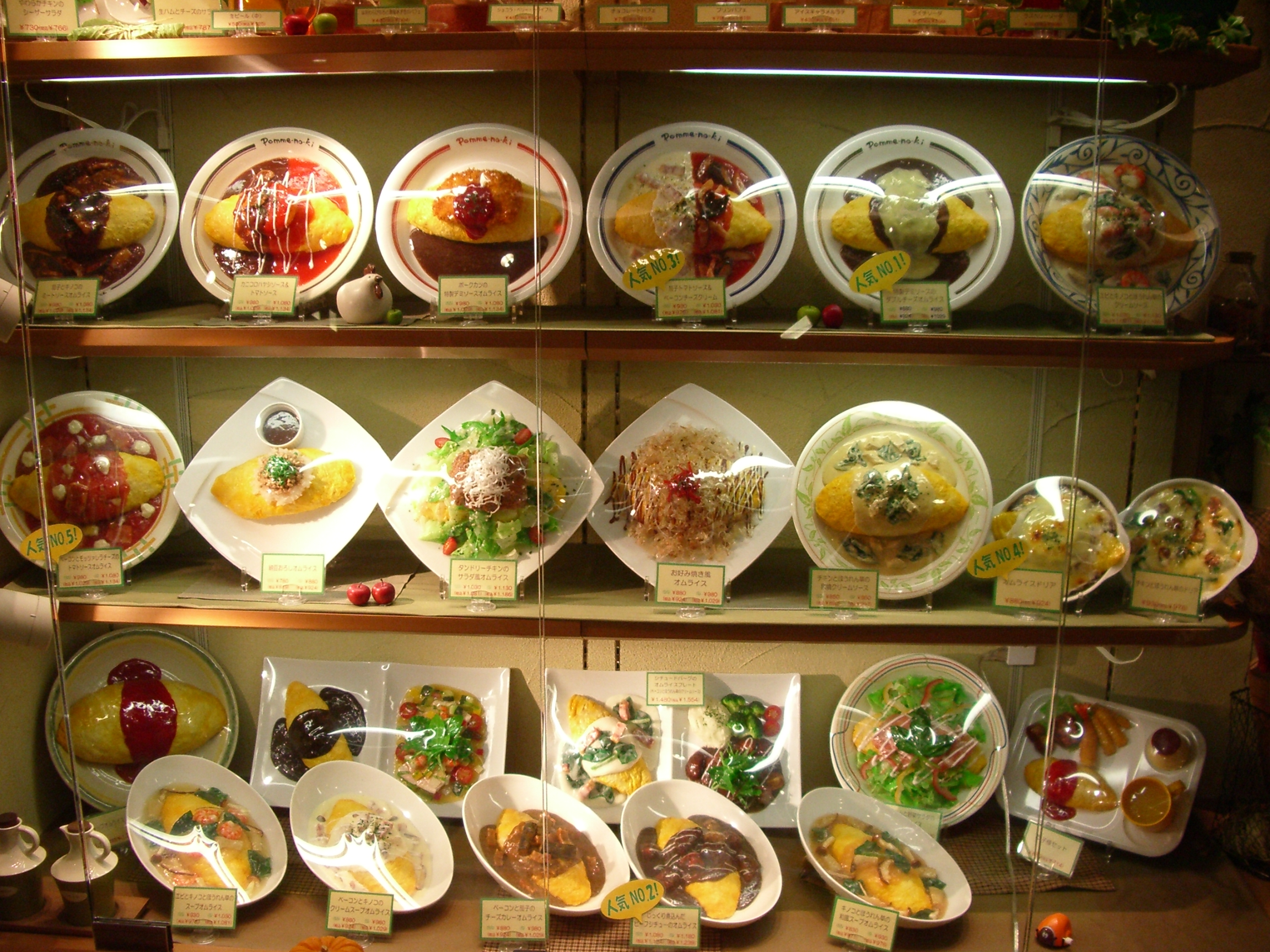
Models de diferents plats omurice

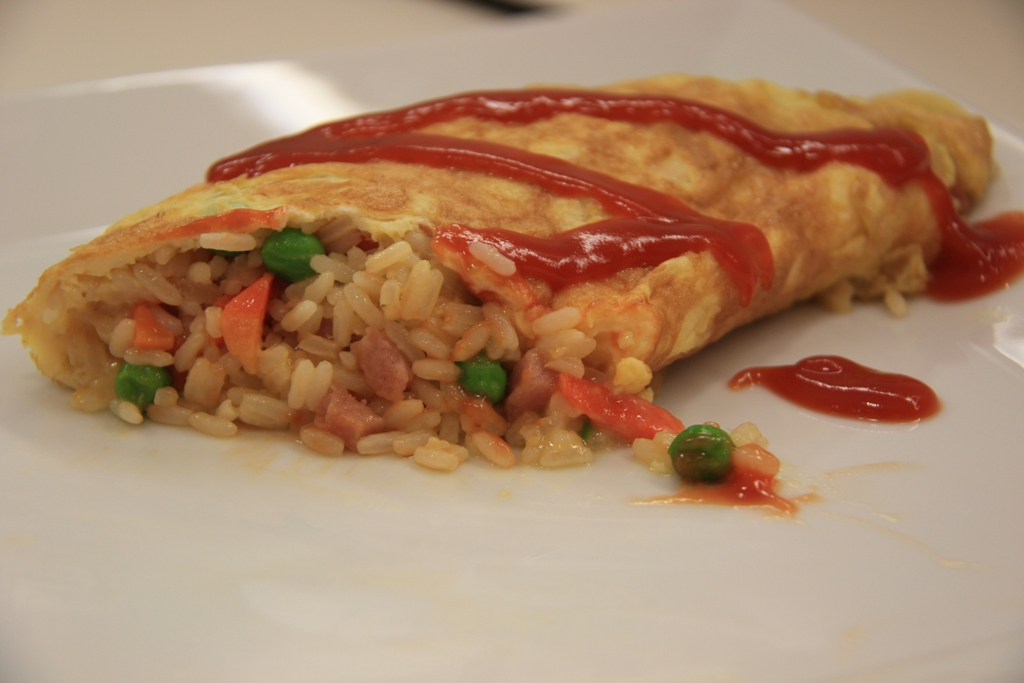
Interior

Omurice (arròs en truita), de vegades pronunciat "omu-rice" (オムライス, Omu-raisu), és un plat japonès consistent en una truita d'ou farcida d'arròs fregit. El nom és un portmanteau de la paraula francesa omelette i la paraula anglesa rice. És un plat popular comunament cuinat a la llar i es pot trobar en molts restaurants d'estil occidental i restaurants izakaya al Japó. També és un plat popular a molts restaurants Corea del Sud (오므라이스) i Taiwan.
El plat consisteix en una sèrie d'arròs en pollastre (arròs, pa fregit amb salsa de tomàquet i pollastre) embolicat en una fina làmina d'ou fregit. El sabor dels ingredients de l'arròs varien. Sovint, és l'arròs fregit amb diverses carns (però normalment, pollastre) o verdures o totes dues coses alhora, i pot ser assaborit amb carn de boví, quetxup, demi-Glace salsa blanca o simplement sal i pebre. A vegades, l'arròs se substitueix per fideus fregits, yakisoba, en lloc d'arròs fregit, per a fer omusoba.
Omurice es diu que es va crear en un restaurant d'estil occidental anomenat Renger-tei a Tòquio del districte Ginza entorn del segle xx.